# Circonscription de Kemba
La circonscription de Kemba est une des 121 circonscriptions législatives de l'État fédéré des nations, nationalités et peuples du Sud, elle se situe dans la Zone Gamo Gofa. Son représentant de 2005 à 2009 est Getachew Tselko Haliko.